# 江差町立南が丘小学校
江差町立南が丘小学校（えさしちょうりつみなみがおかしょうがっこう）は、北海道檜山郡江差町にある公立小学校。

## 沿革
出典
- 1958年（昭和33年）
  - 6月1日 - 江差小学校五勝手分校を廃止。
  - 9月18日 - 南が丘に校舎竣工。
  - 10月15日 - 開校と校舎落成の両式典挙行。開校時点で、6学級編成。
- 1959年（昭和34年）4月2日 - 父母と先生の会設立。
- 1961年（昭和36年）10月15日 - 体育館落成式挙行。
- 1963年（昭和38年）10月5日 - 開校5周年記念式挙行。
- 1965年（昭和40年）11月5日 - グラウンド拡張工事完了。
- 1968年（昭和43年）
  - 4月1日 - グラウンドにフェンス設置し、校庭に花壇造成。
  - 6月29日 - 開校10周年記念式典挙行。
  - 10月22日 - 校旗制定。
- 1970年（昭和45年）7月17日 - 児童玄関に観察池設置。
- 1971年（昭和46年）5月16日 - 学校給食開始。
- 1972年（昭和47年）5月1日 - 学校開放事業開始。
- 1977年（昭和52年）10月23日 - 4教室増築（鉄筋コンクリート2階建て）。
- 1979年（昭和54年）10月25日 - 校舎2教室増築工事完成。
- 1992年（平成4年）6月29日 - 校舎改築促進期成会が結成される。
- 1994年（平成6年）10月25日 - 校舎改築に伴う第1次校舎解体。
- 1995年（平成7年）
  - 4月1日 - ひまわり学級開設。
  - 8月2日 - 第2期校舎完成。
  - 10月25日 - 新校舎へ移転。
- 1996年（平成8年）
  - 4月1日 -  ひまわり学級開設。
  - 11月7日 - 校舎落成記念協賛会発足。
- 1997年（平成9年）
  - 2月9日 - 校舎・体育館落成式挙行し、祝賀会開催。
  - 9月 - 校舎周りの工事完成。
- 1999年（平成11年）
  - 5月 - グラウンドに砂搬入。
  - 5月21日 - 黒松・イタヤカエデ植樹。
  - 9月18日 - 防風ネット設置。
- 2000年（平成12年）
  - 6月 - 黒松・かしわ植樹。
  - 11月18日 - タイムカプセル開封。
- 2006年（平成18年）4月16日 - わかば学級開設。
- 2007年（平成19年）4月1日 - ひまわり学級開設。
- 2008年（平成20年）
  - 4月1日 - つばめ学級開設。
  - 5月27日 - 運動公園にて、開校50周年記念「福島乙女桜」植樹。
  - 11月9日 - 開校50周年記念式典挙行し、祝賀会開催。
- 2009年（平成21年）
  - 2月25日 - 開校50周年記念タイムカプセル設置式挙行。
  - 12月7日 - 旧校舎外壁塗装等工事完了。

## 児童数
2024年（令和6年）4月1日時点
| 学年 | 1年 | 2年 | 3年 | 4年 | 5年 | 6年 | 合計 |
| ---- | --- | --- | --- | --- | --- | --- | ---- |
| 児童 | 7   | 9   | 5   | 7   | 10  | 7   | 45   |

## 周辺
- 江差町道3-5-1号江差駅前通線[2]
- JR江差線跡
- 江差町・上ノ国町学校給食センター
- 檜山神社
- 国道228号
- 日本海
- 江差町運動公園

## 学区
- 円山（32番1号・5号・6号・7号・14号・15号・19号・20号・21号・22号・23号・27号・29号・35号・46号、18番5号・6号結ぶ地域）、海岸町（3番地と64番地の線を結ぶ以南の地域）、砂川、陣屋町（35番地、157番地、158番地、129番13号～129番21号）、椴川町、南が丘、南浜町、萩ノ岱、柏町

## アクセス
- 函館バス「檜山神社下」バス停下車後、徒歩約330m・約5分。